# Pendé
Pendé és un municipi francès situat al departament del Somme i a la regió dels Alts de França. L'any 2019 tenia 1.051 habitants.

## Demografia
El 2007 tenia 1.118 habitants. Hi havia 450 famílies. Hi havia 601 habitatges: 461 habitatges principals, 113 segones residències i 27 desocupats. 590 eren cases i 6 eren apartaments. La població ha evolucionat segons el següent gràfic:

## Economia
El 2007 la població en edat de treballar era de 700 persones de les quals 464 eren actives.
El 2007 hi havia una vintena d'empreses, principalment de serveis de proximitat: supermercat, fleca, lampisteries, fusteries, perruqueria, restaurants….
L'any 2000 hi havia 24 explotacions agrícoles que conreaven un total de 913 hectàrees.
El 2009 hi havia dues escoles elementals.

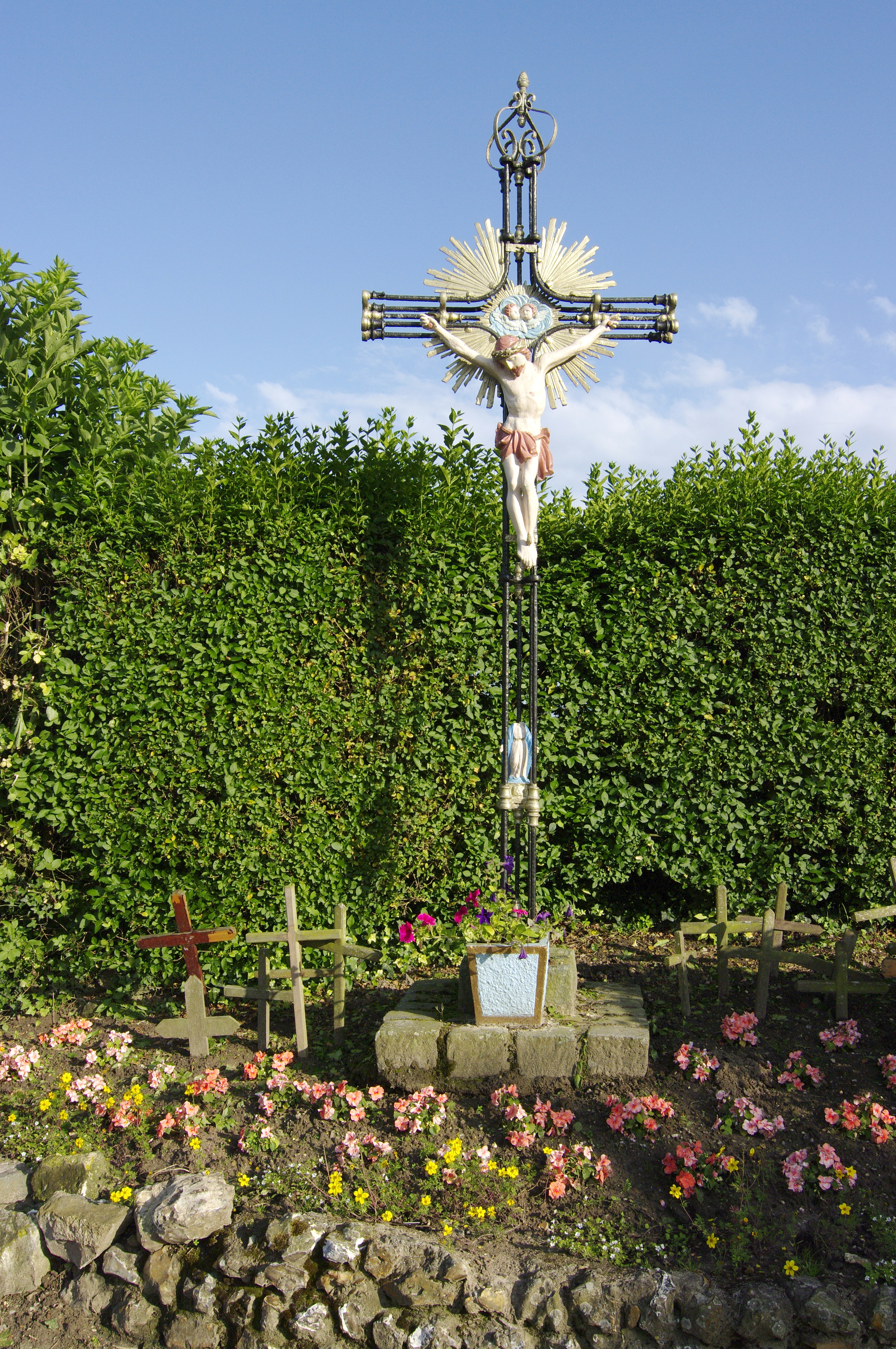
Calvari
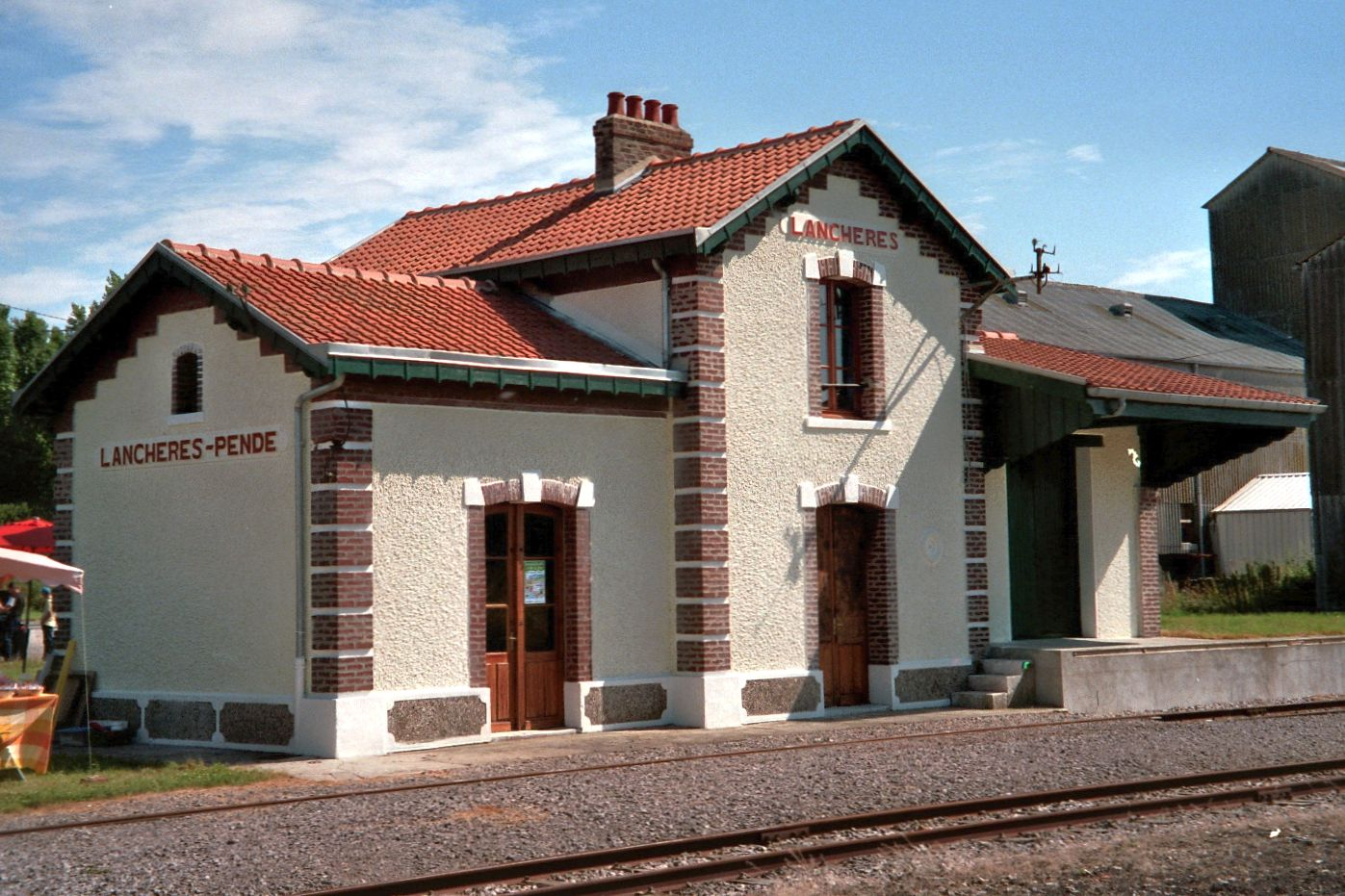
Estació del ferrocarril històric CFBS
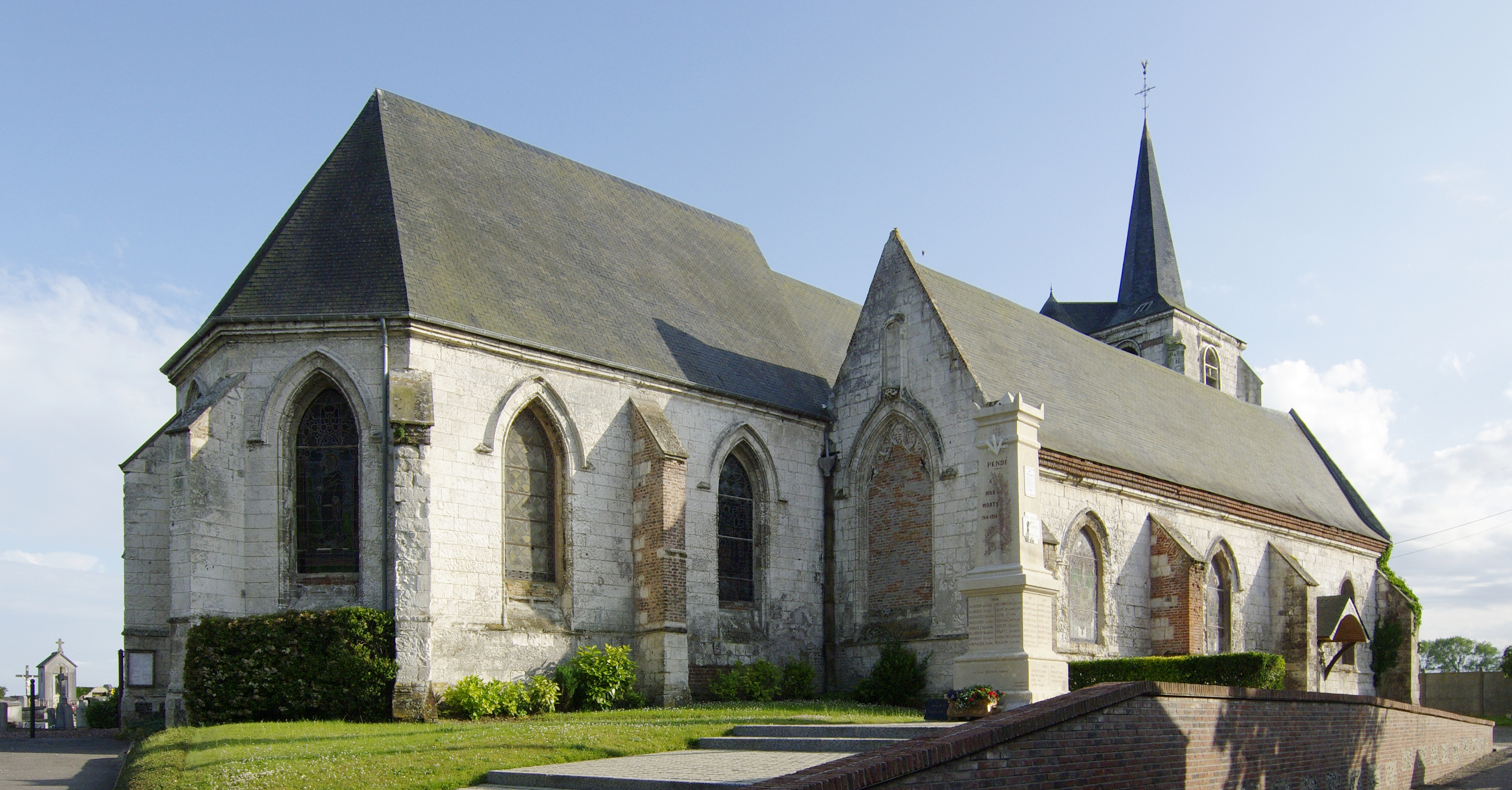
església